# Krishan Kant

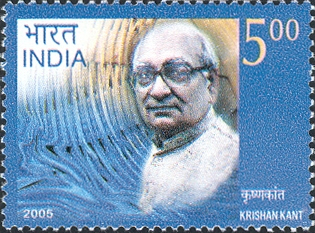
Krishan Kant

Krishan Kant (* 28. Februar 1927 in Kot Mohammad Khan, Amritsar, Punjab; † 27. Juli 2002 in Neu-Delhi) war ein indischer Politiker.

## Biografie
Kant begann sich bereits früh politisch zu engagieren und nahm bereits in jungen Jahren am Unabhängigkeitskampf gegen die britische Kolonialmacht teil.
1966 wurde er zum Mitglied des Oberhauses (Rajya Sabha) des Parlaments gewählt. Zwischen 1977 und 1980 war er Abgeordneter des Unterhauses (Lok Sabha). 1990 wurde er zum Gouverneur des Bundesstaates Andhra Pradesh ernannt und hatte dieses Amt bis 1997 inne, wodurch er zu den am längsten amtierenden Gouverneuren eines Bundesstaates zählt. Während seiner gesamten politischen Laufbahn war er ein starker Verfechter der indischen Bestrebungen zur Beschaffung von Kernwaffen. Kant war außerdem einer der Gründer der Volksunion für Bürgerrechte (People’s Union of Civil Liberties), einer einflussreichen Menschenrechtsorganisation.
Als gemeinsamer Kandidat der Koalition aus United Front und Kongresspartei wurde er 1997 zum Vizepräsidenten Indiens gewählt und war somit vom 21. August 1997 bis zu seinem Tode Vertreter von Präsident K. R. Narayanan. Kurz vor dem Ende der Amtszeit verstarb er und war damit der bisher einzige Vizepräsident, der im Amt verstarb.